# Lokka
Lokka, celým názvem Lokan tekojärvi, je přehradní nádrž na řece Luiro, nacházející se nedaleko stejnojmenné vesnice v severním Finsku. Její rozloha se pohybuje podle stavu vody mezi 216 a 417 km², je největším umělým jezerem ve Finsku i v celé Evropské unii a patří mezi dvacet největších vodních ploch v zemi. Byla vybudována v letech 1966–1967, jejím hlavním úkolem je vyrovnávat sezonní výkyvy stavu vody v řece Kemijoki, na níž stojí řada vodních elektráren. Kromě toho je využívána k lovu ryb, jako je síh, pstruh nebo okoun, žije zde rovněž orel mořský, orlovec říční, hoholka lední, potáplice severní a další ptáci. Jezero je spojeno průplavem se sousední nádrží Porttipahta.